# Carlo Sgorlon
Carlo Sgorlon (né le 26 juillet 1930 à Cassacco, dans la province d'Udine, Frioul-Vénétie Julienne, Italie - mort le 25 décembre 2009 à Udine) est un écrivain italien, lauréat du prix Strega, intéressé surtout par la vie rurale du Frioul.

« La parola Nord-Est fu inventata da me, per indicare il Friuli, che in effetti è il Nord-Est più Nord-Est che ci sia. »

— (Le mot Nord-Est fut inventé par moi, pour désigner le Frioul, qui est en effet le Nord-Est le plus au nord-est qui soit) — Carlo Sgorlon, Il Messaggero Veneto, 17 mai 1998.

## Œuvres

### Romans
- La poltrona - Mondadori (1968)
- La notte del ragno mannaro (1979)
- La luna color ametista Rebellato / Mondadori (1972)
- Il vento nel vigneto - Gremese (1973)
- Il trono di legno - Mondadori (1973)
- Regina di Saba - Mondadori (1975)
- Gli dei torneranno - Mondadori (1977)
- La carrozza di rame - Mondadori (1979)
- La contrada - Mondadori (1981)
- La conchiglia di Anataj - Mondadori (1983)
- L'armata dei fiumi perduti - Mondadori (1985), prix Strega, traduit sous le titre L'Armée des fleuves perdus (1992)
- I sette veli - Mondadori (1986)
- L'ultima valle - Mondadori (1987)
- Il caldéras - Mondadori (1988), prix Napoli
- La fontana di Lorena - Mondadori (1990)
- La tribù - Edizioni Paoline (1990)
- Il patriarcato della luna - Mondadori (1991)
- La foiba grande - Mondadori (1992)
- Marco d'Europa - Edizioni Paoline (1993)
- Il guaritore - Mondadori (1993)
- Il regno dell'uomo - Mondadori (1994)
- Il costruttore - Mondadori (1995)
- La malga di Sîr - Mondadori (1997)
- Il processo di Tolosa - Mondadori (1998)
- Il filo di Seta - Piemme (1999)
- La tredicesima notte - Mondadori (2001)
- L'uomo di Praga - Mondadori (2003)
- Le sorelle boreali - Mondadori (2004)
- Il velo di Maya - Mondadori (2006)

### Récits
- Il paria dell'universo - Gremese (1979)- Roma
- Il quarto Re mago - Studio Tesi (1986) - Pordenone 3 edizioni
- Racconti della terra di Canan - Mondadori (1989) - Milano 4 edizioni

### Romans enfrioulan
- Prime di sere - Soc. Filologica Friulana (1970) - Udine 5 edizioni
- Il Dolfin - La Panarie / Vattori (1982) - Udine 3 edizioni

### Essais
- Kafka narratore - Neri Pozza (1961) - Venezia
- Invito alla lettura di Elsa Morante - Mursia (1972) - Milano 6 edizioni
- Gli affreschi di Tiepolo nel Veneto - De Agostini (1982) - Novara